# Summer Ale

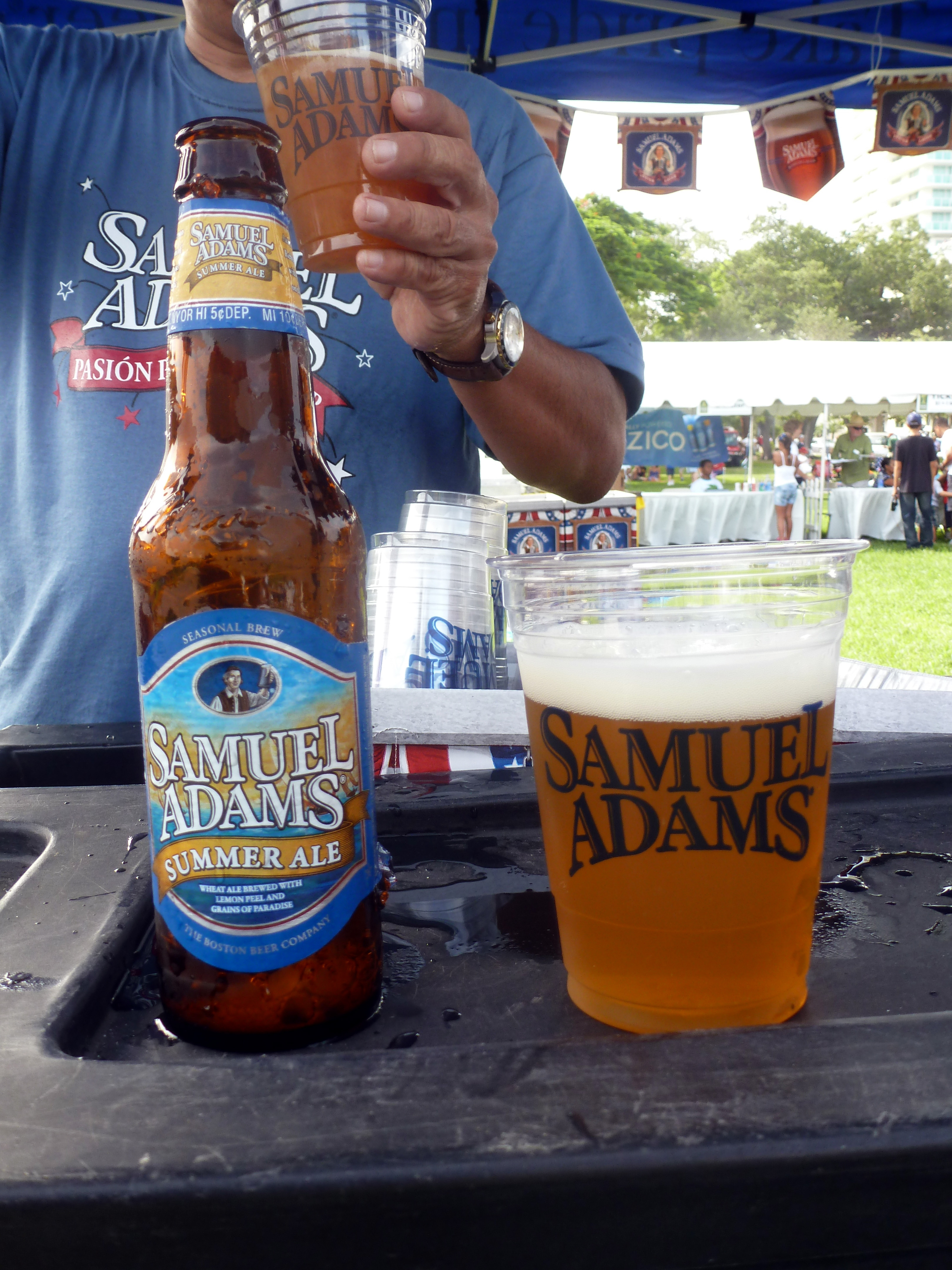
Eine Flasche und ein Becher „Summer Ale“

Summer Ale ist ein obergäriges Bier der Gattung Ale. Es wird auch English-Style Golden Ale bezeichnet, welches dem Pale Ale ähnelt. Der Hopfengehalt ist niedrig. Das Summer Ale wird als süffig und mit wenig Restsüße beschrieben. Teilweise werden der Maische Weizenflocken oder Weizenmalz  beigemischt. Der Alkoholgehalt liegt bei etwa 3 bis 4 %vol.